# Яминские
Яминские — древний русский дворянский род.
Предки рода служили дворянские службы и были жалованы поместьями (1622).
Род записан в VI часть родословной книги Ярославской губернии.

## Описание герба
В щите имеющем голубое поле, изображена золотая Луна рогами вверх обращённая, над которою между двумя
золотыми шестиугольными Звездами означена серебряная Стрела летящая вверх.
Щит увенчан дворянскими шлемом и короной. Нашлемник: Павлиний Хвост с летящею сквозь него в левую сторону Стрелой. Намёт на щите голубой, подложенный золотом. Герб рода Яминских внесён в Часть 3 Общего гербовника дворянских родов Всероссийской империи, стр. 71.

## Известные представители
- Яминский Иван Семёнович — московский дворянин (1678).
- Яминский Тимофей Афанасьевич — московский дворянин (1692)[2].